# Gorazd Žmavc
Gorazd Žmavc (ur. 28 lutego 1947 w Kršku) – słoweński polityk, menedżer i samorządowiec, w latach 2014–2018 minister bez teki ds. diaspory.

## Życiorys
Z wykształcenia prawnik. Pracował jako dyrektor oddziałów Gorenje w Ptuju i Velenje, później jako menedżer w innych przedsiębiorstwach. Związał się z Demokratyczną Partią Emerytów Słowenii, kierował jej strukturami w Ptuju i Ormož oraz należał do krajowych władz ugrupowania. Bez powodzenia kandydował do parlamentu, zasiadał w radzie gminy miejskiej Ptuj, pełnił funkcję jej przewodniczącego. W lutym 2014 powołany na stanowisko ministra bez teki ds. diaspory w rządzie Alenki Bratušek, zachował je w utworzonym we wrześniu tegoż roku gabinecie Mira Cerara. Zakończył urzędowanie we wrześniu 2018.